# Вороны (Поставский район)
Вороны (бел. Вароны) — деревня в Новосёлковском сельсовете Поставского района Витебской области Белоруссии.

## География
Деревня расположена в 17 км от города Поставы и в 17 км от центра сельсовета.

## История
Впервые упоминается в метрических книгах Лучайского костела 1774 года:
«Вороны. 6 ноября 1774 года ксендз Ладислав Голашевский освятил брак Грігорія Смолки из д. Вороны и Эльжбеты Шаколовны из д. Карповичи».
В 1873 году — в Маньковичской волости Вилейского уезда Виленской губернии. Деревня принадлежала Тизенгаузу, 30 душ.
В 1905 году- 88 жителей и 105 десятин земли.
В результате советско-польской войны 1919—1921 гг. деревня оказалась в составе Срединной Литвы.
С 1922 года — в составе Виленского воеводства Польши (II Речь Посполитая).
В сентябре 1939 года деревня была присоединена к БССР силами Белорусского фронта РККА.
С 15 января 1940 года — в Груздовском сельсовете Поставского района. Вилейской области БССР.
В 1941 году — 21 двор, 96 жителей.
В 1946 году — 72 жителя.
На 01.01.1958 год — 20 хозяйств.
С 20.05.1960 года — в Савичском сельсовете.
В 1963 году — 21 двор, 67 жителей.
С 17 мая 1985 года — в Лукашовском сельсовете.
С 24 августа 1992 года — в Новосёлковском сельсовете.
В 2001 году — 8 дворов, 12 жителей, в колхозе имени Суворова.